# Daniel Gärtner
Daniel Gärtner (* 7. dubna 1998, Praha) je česko-australský florbalový útočník a kapitán australské reprezentace. Od roku 2022 hraje v české nejvyšší soutěži.

## Klubová kariéra
Gärtner začínal s florbalem se svým dvojčetem Tomášem v pražském klubu SSK Future. Ve 13 letech se přestěhovali do Sydney v Austrálii, odkud pochází jejich otec. Tam se zapojili do místní florbalové komunity. Hráli rovnou za muže, protože mládežnické týmy nebyly v oblasti rozvinuté. Během studií se v roce 2017 na jeden semestr přesunuli zpět do Prahy a hráli za FbŠ Bohemians v juniorské lize, ve které získali vicemistrovský titul. V Sydney hráli v týmu Bondi Raptors a trénovali mládež.
Během pandemie covidu-19 byly v Austrálii téměř na dva roky zastaveny všechny florbalové aktivity. I kvůli tomu Gärtnerovi před sezónou 2022/2023 v rámci příprav na Mistrovství světa 2022 přestoupili do pražského týmu TJ Sokol Královské Vinohrady do nejvyšší české soutěže. Do šampionátu s nimi v klubu působili i další dva australští spoluhráči. Gärtnerovi týmu po skončení mistrovství výrazně pomohli k druhému postupu do čtvrtfinále ligy v historii. Daniel mimo jiné asistoval na vítězný gól v rozhodujícím zápase osmifinálové série. V další sezóně 2023/2024 byl Daniel již nejproduktivnějším hráčem týmu.

## Reprezentační kariéra

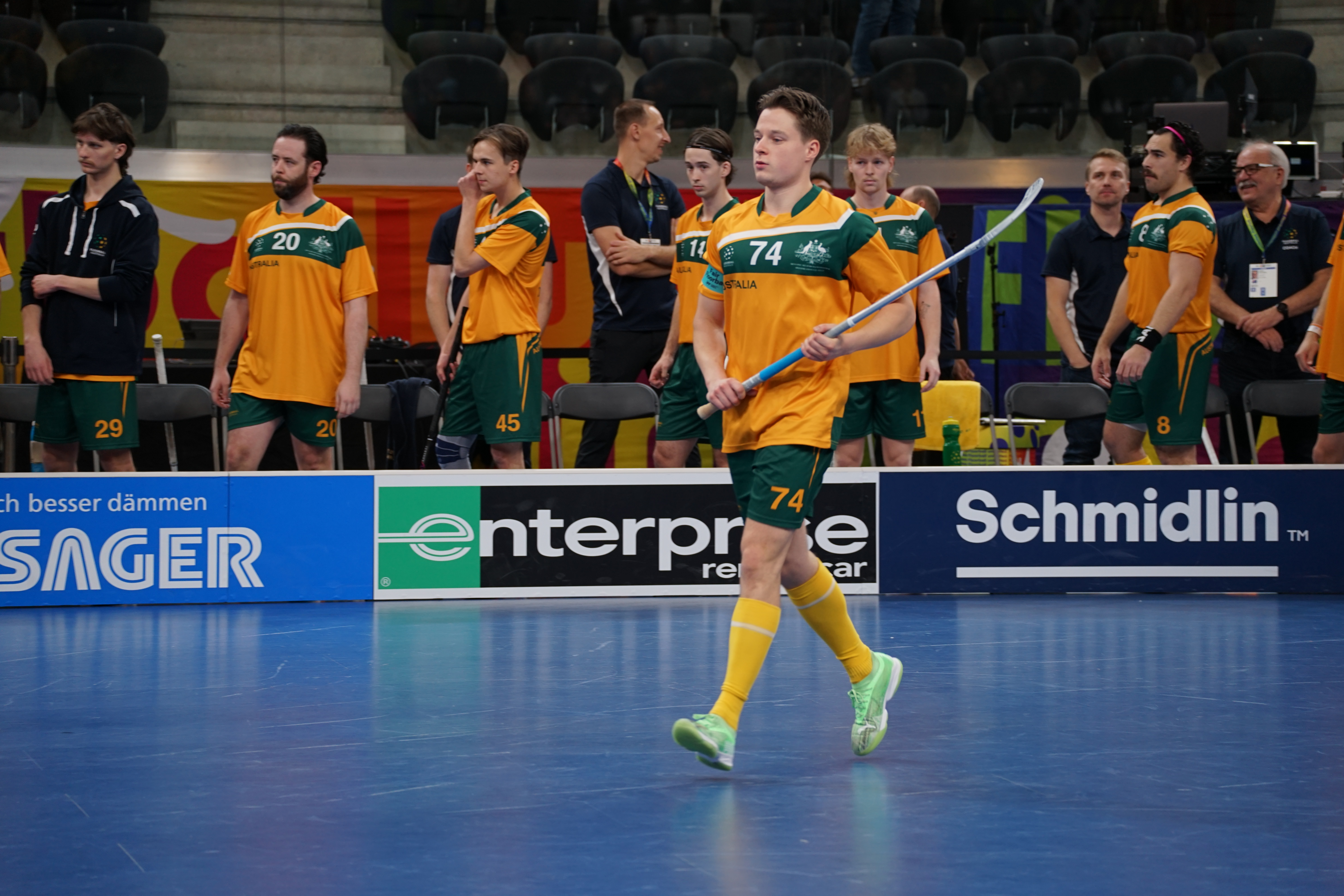
Daniel Gärtner v zápase proti Filipinám na Mistrovství světa 2022

Bratři Gärtnerovi reprezentovali Austrálii na dvou juniorských mistrovstvích světa v divizi B v letech 2015 a 2017. Na prvním z nich byli v 17 letech nejproduktivnějšími hráči týmu.
Na mužském mistrovství hráli poprvé v roce 2016. Na dalším šampionátu v roce 2018 v Praze již byl Daniel Gärtner nejproduktivnějším hráčem Austrálie. V základní skupině zvítězili nad Polskem, k čemuž Gärtner přispěl asistencí a proměněným nájezdem. Díky tomu skončil tým na celkovém dvanáctém místě, nejlepším z asijsko-oceánského regionu, a nejvyšším umístěním Austrálie v historii.
Dalšího šampionátu se Austrálie kvůli pandemii covidu-19 nezúčastnila, i když se na něj kvalifikovala. Gärtnerovi se tak vrátili až na Mistrovství světa 2022, kde již byl Daniel kapitánem národního týmu a jeho nejproduktivnějším hráčem. Austrálie pod jeho vedením skončila na třináctém místě, opět nejvyšším z regionu. V rozhodujícím vítězném zápase proti Thajsku vstřelil Gärtner dvě branky, včetně vyrovnávací před koncem základní hrací doby, na kterou mu asistoval bratr.
Gärtnerovi jsou nominovaní i na Mistrovství v roce 2024, kde je Daniel opět kapitánem týmu.
| Umístění | Soutěž                                       |
| -------- | -------------------------------------------- |
| 14.      | Mistrovství světa ve florbale do 19 let 2015 |
| 12.      | Mistrovství světa ve florbale do 19 let 2017 |
| 15.      | Mistrovství světa ve florbale 2016           |
| 12.      | Mistrovství světa ve florbale 2018           |
| 13.      | Mistrovství světa ve florbale 2022 (kapitán) |
| –        | Mistrovství světa ve florbale 2024 (kapitán) |

## Rodina
Bratr Tomáš je také florbalový úročník a australský reprezentant. Celou svoji kariéru hrají společně. Jejich mladší sestra Sofie Gärtnerová je také florbalová hráčka a australská reprezentantka.